# José Apezarena
José Apezarena Armiño (Pamplona, Navarra, 14 de marzo de 1949) es un periodista español.

## Carrera periodística
Comienza sus estudios básicos en el Instituto Ximénez de Rada en Pamplona. Licenciado en Ciencias de la Información por la Universidad de Navarra, comienza a trabajar en la agencia de noticias Europa Press, donde con el paso del tiempo ocupa los cargos de redactor jefe en la sección Nacional y la dirección de Reportajes. Tras ocupar la dirección adjunta de los Servicios Informativos de Antena 3 de Radio, ficha por la cadena Cope para compatibilizar las direcciones de los Servicios Informativos y del espacio nocturno La linterna.
Ha sido director adjunto de Expansión y de La Gaceta de los Negocios. Actualmente es editor del diario Confidencial Digital, en cuya página web posee una bitácora propia. Tertuliano en Las Mañanas de Cuatro (Cuatro), Más Vale Tarde (la Sexta) y 13 Televisión.
Es especialista en la Casa Real Española, tema del que tratan algunos de sus libros, y biógrafo del Rey Felipe VI.
Es doctor en Comunicación. Cruz del Mérito Militar con distintivo blanco.

## Libros
- Los periodistas del pisotón, 2016.[3]
- Felipe y Letizia. La conquista del trono, 2014.[3]
- Boda Real, 2004.[3]
- El Príncipe, 2003.[3]
- Todos los hombres del rey, 1997.[3]